# 遅延送出システム
遅延送出システム（ちえんそうしゅつシステム）とは、放送においては番組などを時間遅れで送出するシステム全般を示す。北米では時差を解消するため、日本では予定時間内にスポーツの試合を放送するために活用されてきた。他に数秒間～10分程度遅らせながら生放送を擬似的に行う技術が用いられている。以下は主に生放送における放送事故を防止するために、映像（動画像）や音声を一度、記憶媒体等に取り込み、短時間遅らせて送出する装置（システム）について述べる。

## 概要
生放送であっても、不適切な言葉や内容などを人間がチェックし、適切に対応するための必要最小限の時間さえ確保できれば、放送事故には至らない。
このことから、1950年代には既にこの目的を達成する装置が考案され、ラジオ放送用として作られている。これは当時最新鋭のテープレコーダを改造した、録音ヘッドを二つ、再生ヘッドを一つ持ち、二つの録音ヘッドが物理的に離された特殊な構造のもので、第一の録音ヘッドと第二の録音ヘッドとの距離は、人、すなわち検聴者が内容を判断し、効果音などを入れる操作をするために必要な時間分となっていた。
すなわちまず、第一の録音ヘッドにより磁気テープに音声を記録するが、このとき例えば不適切な内容の音声が記録されたならば、その記録された部分が第二の録音ヘッドにさしかかったとき、検聴者が手動で効果音などを上書きし、その後にある再生ヘッドから「修正されたプログラム」を得るというものであった。これを「テープ・ディレイ・システム」（Tape delay system）などという。
テープ・ディレイ・システムは、アメリカのWKAPの主任技術者であった、C.Frank Cordaroの発明とされているが、もともと実用的なテープレコーダは、ドイツのBASF社によるアセテート樹脂製磁気テープの実用化と、1938年、日本の永井健三、五十嵐悌二の交流バイアス方式の発明によりドイツで完成され、第二次世界大戦中、ナチの政治宣伝・対敵宣撫放送用のメディアとして活用されており、当時の言論弾圧体制と相まって、既にドイツで作られていた（すなわち1940年代には作られていた）可能性を否定できず、起源ははっきりしない。

## 番組制作用機器としての普及
早くに完成、実用化された遅延送出システムであるが、一方で実用化当時は根本的に放送システム自体がまだ脆弱、特に生放送における放送事故は不測であり、主に放送内容に関する事故を防止するだけの機能しか持たない遅延送出装置は全く普及しなかった。またこのシステムは「不適切な内容の一部」を消去するもの、不適切な表現は、その一部のみを消去しても、必ずしも正されるというものではないこと、さらには一部の言葉などを消去することによってかえって事態を悪化させる、すなわち表現の自由を損なうものともなりかねないことから、その後、放送システムが安定・堅牢なものとなってもあまり普及しなかった。これはVTRなどが安価になり、高度な判断を要求される番組内容は基本的に一度収録、十分時間をかけて考査、編集の後、放送するようになったことにもよる。
概ね2000年以降、記憶媒体を磁気テープではなく大容量の光磁気ディスク、あるいは半導体メモリなどとして小型化、さらに電子化を進めて複雑な処理、すなわち放送事故防止だけではなく、生放送における積極的な番組制作用機器（効果用機器）として使用できるものとなってから、ようやくアメリカの放送局などで本格的に導入されるようになり、日本の放送局でも導入が進められるようになった。現在のものはTape delay systemに対してComputerized delay systemなどと呼ばれているが、原理的には初期のものと変わりはない。